# Lamin
Als Lamine werden die Typ-V-Intermediärfilamente bezeichnet (nicht zu verwechseln mit Lamininen). 
Die Lamine findet man im Zellkern eukaryotischer Zellen, wo sie über eine Vielzahl von membrangebundenen Proteinen (z. B. Emerin) mit der inneren Kernmembran verankert sind. Wie für Intermediärfilamente üblich, verfügen auch die Lamine über eine dreigeteilte Domänenstruktur. Ein verhältnismäßig kurzer Kopfbereich geht in die konservierte rod-Domäne über. Sie besteht aus 4 Coiled-Coil-Abschnitten, die über variable Linker miteinander verbunden sind. Die Coiled-Coils haben ein charakteristisches Heptadenmuster, bei dem hydrophobe Aminosäurereste an 1. und 4. Position eines sieben Aminosäuren umfassenden Abschnitts stehen. Über diese hydrophoben Aminosäuren wird die coiled-coil-Struktur gebildet. Es winden sich zwei alphahelikale Proteinstränge umeinander. Im Unterschied zu den zytoplasmatischen IF-Proteinen der Chordaten ist die Coil-1b-Domäne von Laminen um 42 Aminosäuren länger, ein Merkmal, das bei allen, auch den zytoplasmatischen Intermediärfilamenten der Protostomier (Insekten, Nematoden etc.) zu finden ist. Am Ende der Rod-Domäne folgt die Tail (Schwanz)-Domäne. In ihr findet man ein Kernlokalisierungssignal, die 105-Box (Länge 105 Aminosäuren) und die carboxyterminale CaaX-Box. Sie ist hochkonserviert, wobei „C“ für Cystein, „aa“ für zwei aliphatische Aminosäuren und „X“ für eine beliebige Aminosäure steht.
Interaktionspartner der Lamine sind unter anderem die Proteine LAP2alpha, Rb (Retinoblastoma Protein), und BAF (barrier-to-autointegration factor).